# Kunstleria keralensis
Kunstleria keralensis là một loài thực vật có hoa trong họ Đậu. Loài này được C.N.Mohanan & N.C.Nair mô tả khoa học đầu tiên.

## Hình ảnh

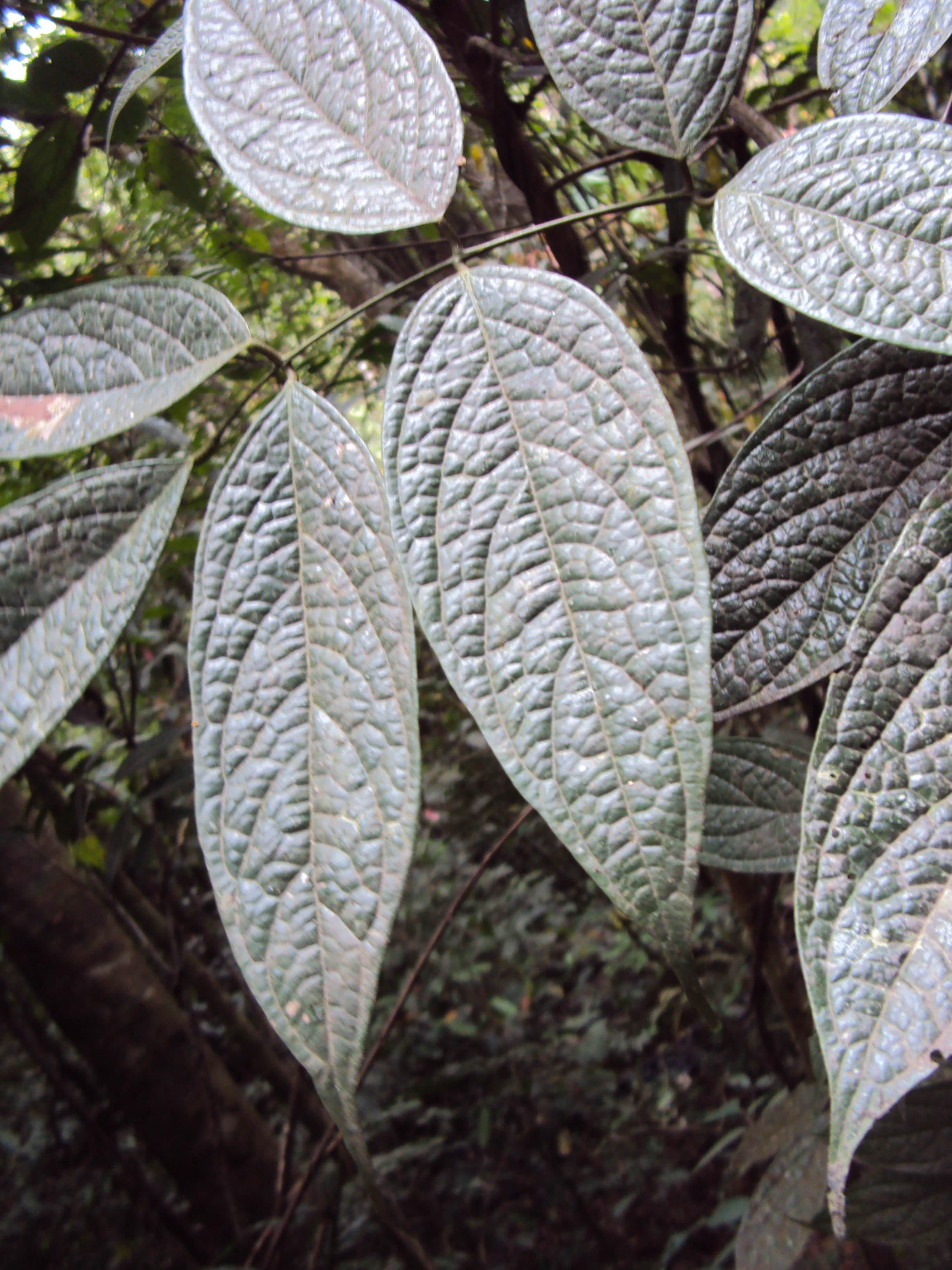
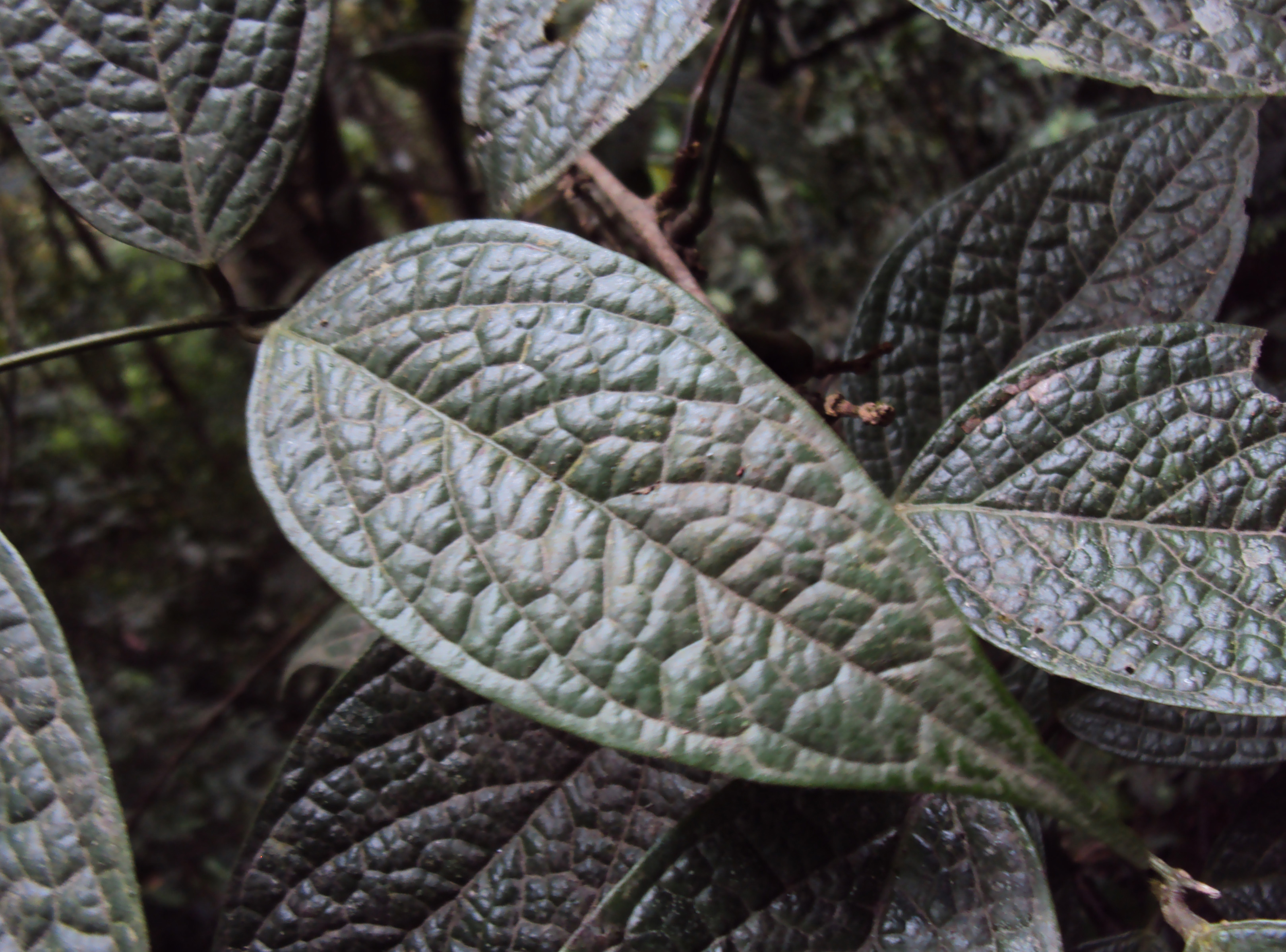
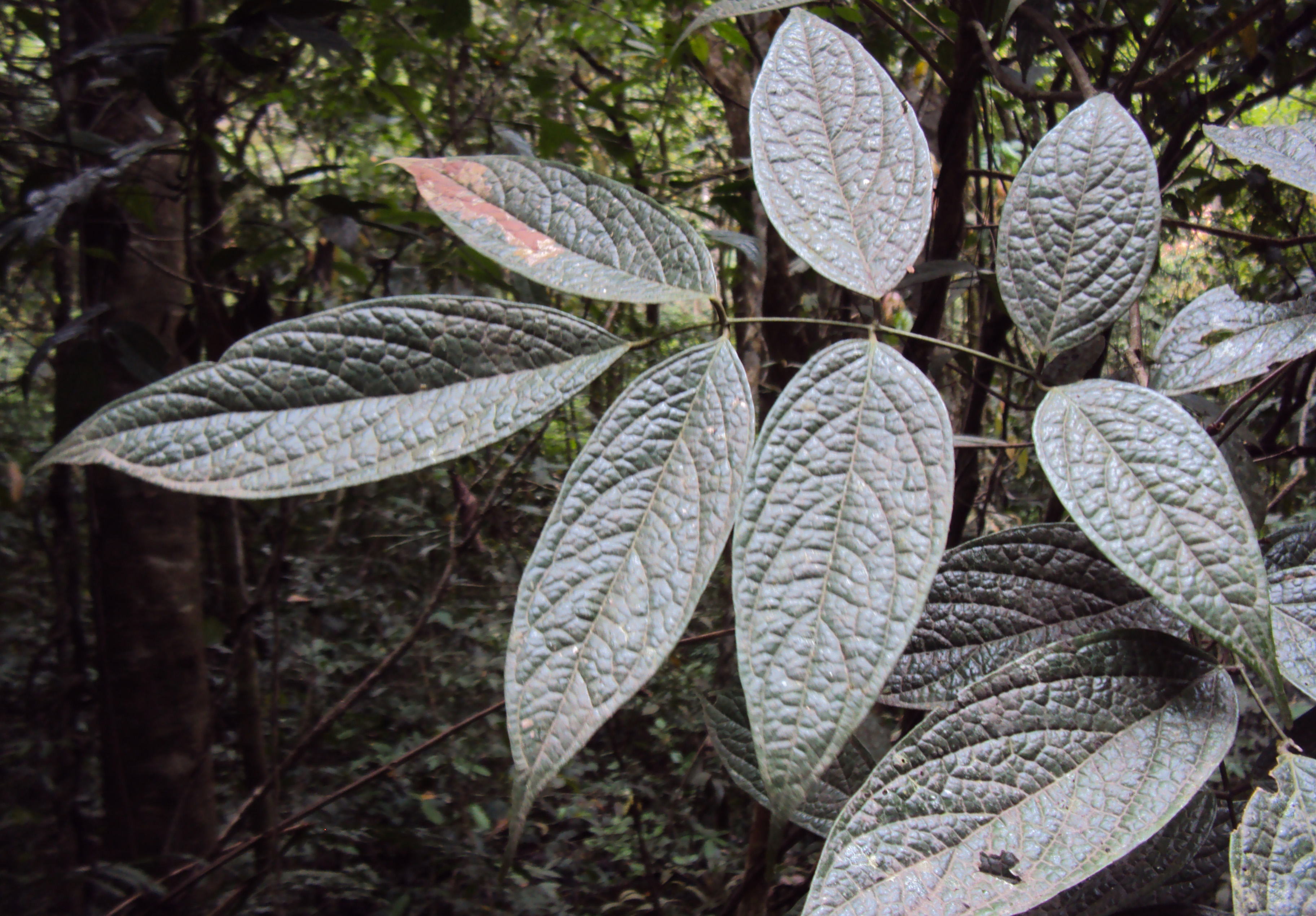